# Abdérosz
Abdérosz görög mitológiai alak, hős ífjú, egyesek szerint Hermész fia, a trákiai Abdéra városának névadója.
A különböző források apjaként Hermészt, a lokriszi Trómiuszt, valamint Menoitioszt (Aktór fia) nevezik meg.

## Története
Leginkább tragikus szerepéről ismert Héraklész nyolcadik próbája kapcsán. A hősnek segített elfogni Diomédész négy szilaj kancáját. Héraklész megbízta a felügyeletükkel, de a lovak felfalták Abdéroszt. Héraklész eltemette, és azon a helyen megalapította Abdéra városát. Tiszteletére tornákat rendeztek a városban, de a kocsiverseny nem szerepelt a számok között.